# Edward Platt
Edward C. Platt (New York, 14 febbraio 1916 – Santa Monica, 19 marzo 1974) è stato un attore statunitense.
Per gli schermi cinematografici collezionò dal 1949 al 1965 quasi 50 partecipazioni mentre per il piccolo schermo diede vita a numerosi personaggi in oltre 70 produzioni dal 1954 al 1974. Nel corso della sua carriera, fu accreditato anche con i nomi Edward C. Platt e Ed Platt.

## Biografia
Edward Platt nacque nel distretto newyorkese di Staten Island, il 14 febbraio 1916. Iniziò a lavorare come attore e cantante in teatro e fece parte di diverse produzioni a Broadway fin dagli anni trenta, in particolare nei musical. Partecipò alla seconda guerra mondiale con l'esercito statunitense in qualità di radio operatore. Fece parte come cantante dell'orchestra musicale Paul Whiteman Orchestra. Cominciò a lavorare al cinema alla fine degli anni quaranta e alla televisione a metà degli anni cinquanta.
Per il cinema ha interpretato, tra gli altri, Ray Fremick in Gioventù bruciata del 1955, Thomas Daley in Gli indiavolati del 1956 e nel seguito Summer Love del 1958 e Mr. Tucker in La rapina del 1959.
Si dedicò poi ad una lunga carriera televisiva dando vita a numerosi personaggi per varie serie, tra cui il capo, il suo ruolo più noto, in 133 episodi della serie Get Smart dal 1965 al 1970. Diede vita inoltre a numerosi personaggi minori in molti episodi di serie televisive collezionando diverse apparizioni come guest star dagli anni cinquanta agli anni settanta.
Terminò la carriera televisiva interpretando Caldwell nell'episodio A Foreigner Among Us della serie Difesa a oltranza che fu mandato in onda il 2 febbraio 1974. Per quanto riguarda le interpretazioni per il cinema, l'ultima è quella nel film Elettroshock del 1964 in cui recita nel ruolo di un procuratore distrettuale. Il seguito aggiunse al suo curriculum cinematografico un'altra partecipazione come doppiatore nel film di animazione del 1965 Le meravigliose avventure di Chu Min.
Morì a Santa Monica, in California, il 19 marzo 1974 e fu cremato.

## Filmografia

### Cinema
- Ero uno sposo di guerra (I Was a Male War Bride), regia di Howard Hawks (1949)
- Il culto del cobra (Cult of the Cobra), regia di Francis D. Lyon (1955)
- La figlia di Caino (The Shrike), regia di José Ferrer (1955)
- Una tigre in cielo (The McConnell Story), regia di Gordon Douglas (1955)
- Gioventù bruciata (Rebel Without a Cause), regia di Nicholas Ray (1955)
- Voi assassini (Illegal), regia di Lewis Allen (1955)
- Sogno d'amore (Sincerely Yours), regia di Gordon Douglas (1955)
- Mia moglie è di leva (The Lieutenant Wore Skirts), regia di Frank Tashlin (1956)
- Giungla d'acciaio (The Steel Jungle), regia di Walter Doniger (1956)
- La frustata (Backlash), regia di John Sturges (1956)
- Serenata (Serenade), regia di Anthony Mann (1956)
- La grande sfida (The Proud Ones), regia di Robert D. Webb (1956)
- Al centro dell'uragano (Storm Center), regia di Daniel Taradash (1956)
- Mister X, l'uomo nell'ombra (The Unguarded Moment), regia di Harry Keller (1956)
- Rappresaglia (Reprisal!), regia di George Sherman (1956)
- Come le foglie al vento (Written on the Wind), regia di Douglas Sirk (1956)
- The Great Man, regia di José Ferrer (1956)
- Gli indiavolati (Rock, Pretty Baby), regia di Richard Bartlett (1956)
- Il vestito strappato (The Tattered Dress), regia di Jack Arnold (1957)
- La donna del destino (Designing Woman), regia di Vincente Minnelli (1957)
- Le avventure e gli amori di Omar Khayyam (Omar Khayyam), regia di William Dieterle (1957)
- L'evaso di San Quintino (House of Numbers), regia di Russell Rouse (1957)
- Quando l'amore è romanzo (The Helen Morgan Story), regia di Michael Curtiz (1957)
- Passo Oregon (Oregon Passage), regia di Paul Landres (1957)
- Dono d'amore (The Gift of Love), regia di Jean Negulesco (1958)
- Cittadino dannato (Damn Citizen), regia di Robert Gordon (1958)
- Summer Love, regia di Charles F. Haas (1958)
- Una storia del West (The Last of the Fast Guns), regia di George Sherman (1958)
- L'alto prezzo dell'amore (The High Cost of Loving), regia di José Ferrer (1958)
- Il sentiero della violenza (Gunman's Walk), regia di Phil Karlson (1958)
- La rapina (The Rebel Set), regia di Gene Fowler Jr. (1959)
- Cordura (They Came to Cordura), regia di Robert Rossen (1959)
- Intrigo internazionale (North by Northwest), regia di Alfred Hitchcock (1959)
- Dodici uomini da uccidere (Inside the Mafia), regia di Edward L. Cahn (1959)
- Cash McCall, regia di Joseph Pevney (1960)
- Il segreto di Pollyanna (Pollyanna), regia di David Swift (1960)
- La carovana dei coraggiosi (The Fiercest Heart), regia di George Sherman (1961)
- Atlantide continente perduto (Atlantis, the Lost Continent), regia di George Pal (1961)
- Biancaneve e i tre compari (Snow White and the Three Stooges), regia di Walter Lang (1961)
- The Explosive Generation, regia di Buzz Kulik (1961)
- Il promontorio della paura (Cape Fear), regia di J. Lee Thompson (1962)
- Sinfonia di morte (Black Zoo), regia di Robert Gordon (1963)
- Le astuzie della vedova (A Ticklish Affair), regia di George Sidney (1963)
- Una pallottola per un fuorilegge (Bullet for a Badman), regia di R.G. Springsteen (1964)
- Elettroshock (Shock Treatment), regia di Denis Sanders (1964)
- Le meravigliose avventure di Chu Min (The Man from Button Willow), regia di David Detiege (1965)

### Televisione
- Dr. Hudson's Secret Journal – serie TV, un episodio (1955)
- Four Star Playhouse – serie TV, 3 episodi (1954-1955)
- Gunsmoke – serie TV, episodio 1x07 (1955)
- I segreti della metropoli (Big Town) – serie TV, un episodio (1955)
- Studio 57 – serie TV, un episodio (1955)
- State Trooper – serie TV, 2 episodi (1956-1957)
- Cavalcade of America – serie TV, 2 episodi (1956)
- Crusader – serie TV, episodio 1x28 (1956)
- Schlitz Playhouse of Stars – serie TV, un episodio (1956)
- Wire Service – serie TV, episodio 1x09 (1956)
- Letter to Loretta – serie TV, 3 episodi (1957-1959)
- Soldiers of Fortune – serie TV, un episodio (1957)
- Avventure in elicottero (Whirlybirds) – serie TV, un episodio (1957)
- West Point – serie TV, episodio 1x21 (1957)
- On Trial – serie TV, un episodio (1957)
- Sheriff of Cochise – serie TV, un episodio (1957)
- The Silent Service – serie TV, un episodio (1957)
- Telephone Time – serie TV, episodio 3x06 (1957)
- Goodyear Theatre – serie TV, episodio 1x05 (1957)
- Jane Wyman Presents The Fireside Theatre – serie TV, un episodio (1957)
- Trackdown – serie TV, 3 episodi (1958-1959)
- I racconti del West (Zane Grey Theater) – serie TV, 2 episodi (1958-1960)
- Tales of Wells Fargo – serie TV, 3 episodi (1958-1962)
- Disneyland – serie TV, 6 episodi (1958-1965)
- Flight – serie TV, episodio 1x05 (1958)
- Indirizzo permanente (77 Sunset Strip) – serie TV, 2 episodi (1959-1960)
- Carovane verso il west (Wagon Train) – serie TV, 3 episodi (1959-1962)
- Destination Space – film TV (1959)
- Westinghouse Desilu Playhouse – serie TV, episodio 1x10 (1959)
- Have Gun - Will Travel – serie TV, episodio 2x17 (1959)
- Bat Masterson – serie TV, un episodio (1959)
- Alcoa Presents: One Step Beyond – serie TV, un episodio (1959)
- Hawaiian Eye – serie TV, episodio 1x03 (1959)
- Gli uomini della prateria (Rawhide) – serie TV, episodio 2x05 (1959)
- Mr. Lucky – serie TV, episodio 1x03 (1959)
- The Lawless Years – serie TV, un episodio (1959)
- Bonanza – serie TV, 3 episodi (1960-1963)
- Overland Trail – serie TV, un episodio (1960)
- Men Into Space – serie TV, episodio 1x29 (1960)
- Peter Gunn – serie TV, episodio 2x34 (1960)
- The Best of the Post – serie TV, episodio 1x06 (1960)
- Perry Mason – serie TV, 2 episodi (1960)
- Death Valley Days – serie TV, un episodio (1960)
- Ispettore Dante (Dante) – serie TV, episodio 1x10 (1960)
- The Dick Powell Show – serie TV, 2 episodi (1961-1962)
- Laramie – serie TV, un episodio (1961)
- The Deputy – serie TV, un episodio (1961)
- Alfred Hitchcock presenta (Alfred Hitchcock Presents) – serie TV, un episodio (1961)
- Thriller – serie TV, episodio 1x27 (1961)
- Ai confini della realtà (The Twilight Zone) – serie TV, un episodio (1961)
- Surfside 6 – serie TV, episodio 1x34 (1961)
- Whispering Smith – serie TV, episodio 1x11 (1961)
- Il dottor Kildare (Dr. Kildare) – serie TV, un episodio (1961)
- Bronco – serie TV, un episodio (1962)
- The Rifleman – serie TV, un episodio (1962)
- Saints and Sinners – serie TV, un episodio (1962)
- G.E. True – serie TV, episodio 1x13 (1962)
- Sotto accusa (Arrest and Trial) – serie TV, 6 episodi (1963-1964)
- The Outer Limits – serie TV, 3 episodi (1963-1964)
- Ripcord – serie TV, episodio 2x23 (1963)
- The Lloyd Bridges Show – serie TV, un episodio (1963)
- La legge del Far West (Temple Houston) – serie TV, un episodio (1963)
- Mr. Novak – serie TV, un episodio (1963)
- General Hospital – serie TV (1963)
- The Dick Van Dyke Show – serie TV, un episodio (1964)
- Breaking Point – serie TV, un episodio (1964)
- Il virginiano (The Virginian) – serie TV, episodio 2x26 (1964)
- La legge di Burke (Burke's Law) – serie TV, episodio 2x04 (1964)
- The Crisis (Kraft Suspense Theatre) – serie TV, un episodio (1964)
- Viaggio in fondo al mare (Voyage to the Bottom of the Sea) – serie TV, un episodio (1964)
- Petticoat Junction – serie TV, un episodio (1964)
- Get Smart – serie TV, 133 episodi (1965-1970)
- Vita da strega (Bewitched) – serie TV, un episodio (1970)
- The Governor & J.J. – serie TV, 4 episodi (1970)
- Love, American Style – serie TV, un episodio (1970)
- La strana coppia (The Odd Couple) – serie TV, un episodio (1971)
- Temperatures Rising – serie TV, un episodio (1972)
- Le sorelle Snoop (The Snoop Sisters) – serie TV, un episodio (1972)
- Difesa a oltranza (Owen Marshall: Counselor at Law) – serie TV, un episodio (1974)

## Doppiatori italiani
Nelle versioni in italiano delle opere in cui ha recitato, Edward Platt è stato doppiato da:
- Giorgio Capecchi in Come le foglie al vento, Cordura
- Manlio Busoni in Gioventù bruciata, Intrigo internazionale
- Mario Pisu in Voi assassini
- Renato Turi in Al centro dell'uragano
- Bruno Persa ne Il segreto di Pollyanna
- Luciano De Ambrosis ne Il promontorio della paura
- Carlo Bonomi in Get Smart (2ª edizione)
- Diego Reggente in Get Smart (3ª edizione)
- Gennaro Sacco in Get Smart (ep. Pilota, ridoppiaggio)